# Teatro Sete de Abril
O Teatro Sete de Abril (Theatro Sete de Abril, na grafia da época de fundação) é um teatro da cidade de Pelotas, inaugurado em 1834. Foi o primeiro teatro erguido no estado do Rio Grande do Sul, durante o Ciclo Econômico das Charqueadas, quando Pelotas era uma das mais prósperas urbes do Brasil. Foi interditado em 2010 sob risco de desabamento e desde 2013 está em processo de restauração.

## Construção
Mandado edificar por uma sociedade dramática particular, a Sociedade Scênica, desejando que maior número de famílias pudesse apreciar seus trabalhos e encontrassem uma agradável distração. Possui características da linguagem colonial. Prédio simples coberto por telhado com beiral, projeto do engenheiro alemão Eduard van Kertchmar e execução de José Vieira Vianna, foi inaugurado no dia 2 de dezembro de 1834.
Em âmbito nacional, seu nome pode ser interpretado como homenagem ao dia da abdicação de D. Pedro I em favor de seu filho, o que alguns liberais mais exaltados consideravam a verdadeira data de Independência do Brasil.